# Екрен (національний парк)
44°51′21″ пн. ш. 6°15′49″ сх. д. / 44.855833333333° пн. ш. 6.2636111111111° сх. д.
Національний парк Екрен (фр. Parc national des Ecrins) розташований на південному сході Франції, на межі департаментів Ізер та Верхні Альпи, в межах Дофінських Альп.

## Відомості про парк
Цей гірський заповідник площею 918 км² заснований в 1973 році для охорони великого району соснових і дубових лісів, альпійських луків та пустощів. Але головною прикрасою парку є велика кількість льодовикових форм рельєфу — численні льодовики, озера, троги й кари, а також вузькі долини льодовикових річок розсікають цей гірський масив. При цьому Екрен вважається найвисокогірнішим районом Франції, за винятком Монблану. У північній частині масиву розміщені піки Екрену (Barre des Ecrins, 4102 м), Мон-Пельву (Mont Pelvoux, 3946 м) і Ла-Мейж (La Meije, 3983 м), а загальне число «тритисячників» тут перевалює за сотню.

## Флора і Фауна
На території парку розташовано шість окремих заповідників, що охороняють локальні природні комплекси, але об'єднаних загальною системою управління і контролю. Природа парку цікава в першу чергу своєю яскраво вираженою висотною поясністю. Біля підніжжя величних піків можна побачити вражаюче розмаїття видів змішаних лісів і альпійських лугів, гірських озер і річок. Але в міру підйому картина стрімко змінюється, і вже на перевалах можна виявити лише мохи та лишайники. При цьому природу високогір'їв важко назвати «бідною» — тут водиться близько півсотні видів диких тварин, близько 300 видів рослин і 56 видів комах, а біля підніжжя видове різноманіття ще вище.
Тваринний світ парку надзвичайно також різноманітний. Багато його видів визнані дуже цінними, що накладає додаткові заходи з охорони на всю територію парку. Найпоширеніші тут сарни, вовки, лисиці й кабани, також часто можна зустріти ховрахів і альпійських бабаків. Орнітофауна населена великою кількістю хижих птахів, це і соколи, і орли, і беркути, і грифи, і навіть сови.